# Осада Тира
Осада Тира (январь—июль/август 332 года до н. э.) — семимесячная осада и штурм Александром Македонским финикийского города Тира.
После победы при Иссе в 333 году до н. э. войска Александра Македонского вступили в Финикию. В ходе переговоров тирийцы не согласились впустить в свой островной город македонян, хоть и соглашались признать их формальную власть. Александр считал неприемлемым оставить у себя в тылу сильный морской город, который, при переходе на сторону Дария III, мог создать ему серьёзные проблемы. Тирийцы, в свою очередь, во время противостояния с войском Александра рассчитывали на островное положение, крепкие городские стены, сильный флот и помощь со стороны Карфагена.
Осада затянулась, так как македоняне, на фоне противодействия тирийцев, не смогли подвести мол со стороны материка к городским стенам. В какой-то момент Александр был даже готов снять осаду. Однако македоняне смогли собрать сильный флот, блокировать город, проломить городскую стену и захватить город. Население Тира было частично вырезано, частично продано в рабство. Пощаду получил только царь Азимилк и группа приближённых к нему аристократов.
Современные историки отмечают героическое сопротивление и изобретательность тирийцев, а также большие потери македонян в ходе осады.

## Предыстория. Источники
В битве при Иссе в ноябре 333 года до н. э. Александр Македонский разгромил персидское войско царя Дария III. Дарий бежал вглубь Персидской державы, а Александр двинулся в Финикию, чтобы обезопасить свой тыл от персидского флота. Финикийские города Библ, Сидон и Арвад покорились Александру.
К Александру также явились послы из крупнейшего финикийского города Тира. Они сказали, что готовы сделать всё, что прикажет македонский царь. Александр поблагодарил их и попросил передать горожанам, что хочет войти в город и принести жертву своему прародителю Гераклу. На Народном собрании тирийцы постановили, что «сделают всё, что прикажет Александр, но что никого из персов или македонцев они в город не пустят». Также они предложили провести жертвоприношение в небольшом храме Мелькарта, которого греки отождествляли с Гераклом, на материке, а не на острове, где собственно и располагался основной город. Такой ответ не удовлетворил Александра. Он выступил перед своими военачальниками с речью, в которой подчёркивал неприемлемость такого положения дел. По его мнению, македонянам было крайне опасно оставлять у себя в тылу столь сильный морской город, так как их флот в союзе с персами может составить угрозу македонской гегемонии в Греции. По одной из версий, Александр подойдя к городу повторно направил послов в Тир, но граждане их убили, а тела сбросили в море, что для эллинов было величайшим кощунством.
Тирийцы, которые хоть и были не готовы к осаде, рассчитывали на неприступность своего хорошо укреплённого островного города, свой сильный флот и помощь Карфагена, который был некогда основан тирийцами. Послы из Карфагена уверили власти Тира, что окажут городу помощь. Кроме рациональных факторов определённую роль сыграло эмоциональное состояние горожан, которые решили предпочесть смерть рабству. Диодор Сицилийский видел в решении тирийцев сражаться лояльность Дарию III. По его мнению, горожане своими действиями хотели дать время Дарию III подготовиться к новым сражениям. Однако данная версия не находит признания в историографии, так как противоречит другим источникам и не согласуется с другими событиями.
Тир имел очень благоприятное расположение, чтобы выдержать длительную осаду. Он частично располагался на скалистом острове с двумя гаванями (южной «Египетской» и северной «Сидонской»), частично — на материке. Островная часть была окружена высокими стенами и находилась на расстоянии в 800 метров от материка. Сильнейший в Восточном Средиземноморье флот делал невозможным полную блокаду города.
Осада Тира, как один из важных эпизодов Восточного похода Александра, детально описана в нескольких античных источниках — у Диодора Сицилийского, Арриана, Квинта Курция Руфа, Плутарха и Юстина. Некоторые детали осады, которые не находят признания у историков, содержатся у Полиэна.

## Осада
Александр решил соединить насыпью материк с городом, а затем по насыпи подвести осадные машины к стенам Тира. Осадными работами руководил военный инженер Александра — Диад Пеллийский. Десятки тысяч людей занялись строительными работами: вбивались колья в илистое дно, насыпались камни, поверх них валили лесной материал. Развалины старого Тира на материке предоставили в изобилии камень, дерево подвозилось с Ливанских гор. Мол шириной в 60 м медленно приближался к городу.
Тирийцы всеми силами старались помешать македонянам. Они подплывали к постройке и обстреливали находившихся на ней копьями, стрелами и камнями. Одновременно с городских стен стреляли катапульты. Постоянные стычки между македонянами и тирийцами на моле привели к замедлению его строительства. Македоняне начали окружать мол щитами и плотами, а также построили две башни у его основания, откуда могли вести обстрел тирийских кораблей.
В это время воины Александра, которые заготавливали лес в ливанских горах, подверглись нападению со стороны арабских племён Антиливана. Александр оставил лагерь под Тиром и возглавил карательную экспедицию. Тирийцы подвели судно, до краев наполненное горючим материалом, прямо на башни. Они не дали потушить пожар, обстреливая македонян с триер, а затем, выплыв из города на множестве челноков, разрушили насыпь. Усилившийся в тот же день ветер нагнал волны, которые довершили уничтожение мола. Вся многомесячная работа пошла насмарку. Квинт Курций Руф утверждал, что в какой-то момент Александр пал духом и был готов снять осаду, однако прибытие подкреплений Клеандра из Македонии и киприотских царей заставило его продолжить осаду. Согласно Арриану, во время осады Тира к Александру прибыли послы от Дария III с предложением заключить мир. Персидский царь предлагал Александру взять в жёны одну из своих дочерей, Статиру, а также земли «от Геллеспонта до Галиса», то есть западную половину Малой Азии. На военном совете Парменион посоветовал принять эти условия, начав со слов «Будь я Александром…», но царь оборвал его со словами: «Я тоже принял бы эти условия, будь я Парменионом!»
Александр распорядился о строительстве новой, более широкой насыпи, а сам отправился в Сидон собирать свой флот, без которого осада Тира выглядела безнадёжной.
Кроме сидонских кораблей на помощь македонянам пришли цари финикийских городов Арвада Герострат и Библа Эниэл, киликийский город Солы, остров Родос, Ликия, а также местные киприотские цари. Таким образом, флот Александра составил около 225 кораблей по Арриану, Квинт Курций Руф говорит о флоте в 190 кораблей. Союзник Тира Карфаген, напротив, отказался предоставить какую-то помощь своему материнскому городу под предлогом необходимости вести боевые действия на Сицилии. Единственное, на что согласились карфагеняне — принять у себя тирийских женщин и детей.
Появление флота у македонян полностью изменило ход военных действий. Сначала Александр хотел навязать тирийцам морское сражение, от которого они уклонились, укрыв свои корабли в гаванях. Тогда корабли македонян стали обстреливать город и разбивать стены таранами; они даже безуспешно пытались окружить город сплошным кольцом кораблей. Несмотря на то, что гавани Тира были заблокированы (киприотские корабли под командованием наварха Андромаха блокировали северную «сидонскую» гавань, а фининикийские — южную «египетскую»), жители города продолжали оказывать сопротивление. Осадные машины обстреливали флот Александра, тирийские водолазы перерезали якорные канаты, жители города сбрасывали на атакующих раскалённый песок. Во время одной из вылазок тирийцам даже удалось потопить флагманский корабль кипрского царя Пнитагора, который блокировал Сидонскую гавань.
Во время одного из штурмов македоняне смогли проломить стену, хотя штурм потерпел неудачу. Через несколько дней была предпринята очередная попытка штурма. К пролому подошли два корабля, на одном из которых находились гипасписты под командованием Адмета. Диодор Сицилийский считал его «человеком, отличавшимся мужеством и силой». Адмет первым по перекидным мостам взошёл на стены Тира, проявив большое мужество в бою. Хотя сам Адмет был убит, македоняне смогли развить первоначальный успех и ворвались в город.
В ходе ожесточённых уличных боёв, в которых участвовал Александр, македоняне подавили сопротивление местных жителей. Во время решающего штурма, согласно античным источникам, погибло 7—8 тысяч тирийцев.

## Знамения во время осады
Античные источники приводят множество связанных с осадой Тира знамений. Во время осады Тира, согласно Квинту Курцию Руфу, один из македонских воинов отломал кусок хлеба, после чего из него потекла кровь. Прорицатель при македонском войске Аристандр заявил: поскольку кровь потекла изнутри, а не снаружи, то город будет взят. Когда Александру, согласно Арриану, приснился Геракл, который пожал ему руку перед городскими стенами, Аристандр объяснил, что город будет взят с большим трудом, поскольку и Геракл также совершал свои подвиги с трудом. В изложении Плутарха Геракл протягивал Александру руку с городской стены. Артемидор Далдианский приводил другой сон Александра во время осады Тира: раздражённому и огорчённому долгой осадой царю приснилось, что на его щите резвится сатир. Аристандр трактовал слово «сатир» как «твой Тир» (от др.-греч. σά — твой и др.-греч. Tυρος — Тир), чем побудил Александра к более энергичным действиям.
Подобные знамения, согласно античным историкам, были и в Тире. Когда из-под пламени в кузне потекли ручьи крови, тирийцы восприняли это как угрозу македонянам. Когда некоему тирийцу приснилось, что божество Решеф, которого греки отождествляли с Аполлоном, собирается покинуть город, жители привязали его статую к алтарю и прикрепили к ней надпись «Александров приспешник». Когда к городу подплыло некое чудовище (возможно, кит), то и тирийцы, и македоняне толковали это как доброе предзнаменование для себя.

## Итоги. Оценки
Тир пал на седьмой—восьмой месяц осады, в июле—августе (гекатомбеоне по афинскому календарю, лоосе — македонскому) 332 года до н. э. Разъярённый Александр жестоко поступил с горожанами: две тысячи юношей были повешены или распяты на материке, 13—30 тысяч горожан были проданы в рабство. При этом, несмотря на жестокую расправу над горожанами, Александр помиловал царя Азимилка вместе с наиболее знатными тирянами и карфагенскими послами, которые находились рядом с царём в храме Мелькарта, и даже сохранил за ним формальную власть над городом. Квинт Курций Руф утверждал, что Александр хоть и пощадил карфагенских послов, но объявил городу войну, «которая была отложена». Сам Тир заселили жителями близлежащих земель и передали в управление македонянам. Д. Грейнджер подчёркивает формальный характер власти Азимилка в городе после победы Александра, которая распространялась лишь на некоторые административные функции. Гарнизон в Тире возглавил македонский аристократ Филота.
Ю. Б. Циркин считал, что в тот момент, когда Азимилк покинул персидский флот и вернулся в Тир, он ослушался Дария III. Героический поступок царя, который вернулся в осаждённый город к своим подданным, по мнению историка, оценили не только соотечественники, но и Александр, которому «на первом этапе восточного похода, не чуждо было некоторое чувство рыцарства». Б. Г. Гафуров и Д. И. Цибукидис приводят собственную гипотезу, почему Александр уничтожил гражданское население и пощадил власть имущих, которые вместе с царём укрылись в храме Мелькарта. По их мнению, Александр не хотел портить отношения с местной финикийской аристократией, так как это могло бы лишить его поддержки в регионе.
А. С. Шофман назвал оборону тирийцами своего города героической, а их действия отчаянными. Взятие казавшегося неприступным города открыло новую эпоху в фортификационном искусстве античности и подняло авторитет Александра. Б. Г. Гафуров и Д. И. Цибукидис отмечали изобретательность защитников города и сложности, с которыми столкнулся Александр. На осаду завоеватель потратил семь месяцев, в ходе которых персы попытались воспользоваться возникшими у Александра затруднениями и даже начали контрнаступление в Малой Азии, рассчитывая отрезать основное войско македонян от Греции и тем самым поставить их в крайне сложное положение. Однако энергичные действия Антигона, который не дал персам собрать свои силы в единое войско и одержал три победы над их разрозненными отрядами, привели к провалу первоначального плана персов. 
Историки отмечают большие потери македонян: согласно Арриану, они составили 400 человек. Хотя это число не выглядит большим, оно превышает указанные античными авторами потери македонян во время решающих сражений со всем войском Дария III при Гранике и Иссе. Несмотря на то, что указанные античным историком потери являются существенно заниженными, они отображают трудности, с которыми столкнулись македоняне во время осады.

### Исследования
- Гафуров Б. Г., Цибукидис Д. И. Александр Македонский и Восток. — М.: Наука, 1980.
- Дройзен И. Г. История эллинизма. История Александра Великого. — М.: Академический Проект, 2011. — 623 с. — (Технологии истории). — ISBN 978-5-8291-1304-9.
- Циркин Ю. Б. От Ханаана до Карфагена. — М.: АСТ, 2001. — (Классическая мысль). — ISBN 5-17-005552-8.
- Циркин Ю. Б. Эллинизация политического устройства городов Финикии // Мнемон: исследования и публикации по истории античного мира. — СПб., 2004. — № 3. — С. 185—202. — ISSN 1813-193X.
- Шахермайр Ф. Александр Македонский. — Ростов н/Д.: Феникс, 1997. — 576 с. — ISBN 5-85880-313-Х.
- Шифман И. Ш. Александр Македонский / ответственный редактор Э. Д. Фролов. — Л.: Наука, 1988. — ISBN 5-02-027233-7.
- Шофман А. С. Восточная политика Александра Македонского / Печатается по постановлению редакционно-издательского совета Казанского университета. Отв. редактор В. Д. Жигунин. — Казань: Издательство Казанского университета, 1976.
- Grainger J. D. Hellenistic Phoenicia (англ.). — New York: Oxford University Press, 1991. — ISBN 0-19-814770-8.
- Heckel W. Who's Who in the Age of Alexander and his Successors. From Chaironea to Ipsos (338—301 BC) (англ.). — Barnsley: Greenhill Books, 2021. — 554 p. — ISBN 978-1-78438-648-1.
- Nice A. The Reputation of the 'Mantis' Aristander // Acta Classica. — 2005. — Т. 48. — С. 87—102. — JSTOR 24595397.